# Kroatische Eishockeyliga 2004/05
Die Saison 2004/05 war die 14. Spielzeit der kroatischen Eishockeyliga, der höchsten kroatischen Eishockeyspielklasse. Meister wurde zum insgesamt zehnten Mal in der Vereinsgeschichte der KHL Medveščak Zagreb.

## Modus
Die Spielzeit wurde in zwei Phasen aufgeteilt. In der ersten Phase spielten fünf Mannschaften um die Qualifikation für die zweite Saisonphase, in der die Punkte aus der ersten Saisonphase übernommen wurden. Alle vier Mannschaften der zweiten Saisonphase qualifizierten sich für die Playoffs, in denen der Meister ausgespielt wurde. Für einen Sieg erhielt jede Mannschaft zwei Punkte, bei einem Unentschieden gab es einen Punkt und bei einer Niederlage null Punkte.

## Erste Phase
|    | Klub                    | Sp | S | U | N | Tore  | Punkte |
| -- | ----------------------- | -- | - | - | - | ----- | ------ |
| 1. | KHL Medveščak Zagreb    | 4  | 4 | 0 | 0 | 33:10 | 8      |
| 2. | KHL Zagreb              | 4  | 3 | 0 | 1 | 33:7  | 6      |
| 3. | KHL Mladost Zagreb      | 4  | 2 | 0 | 2 | 27:16 | 4      |
| 4. | KHL Medveščak Zagreb II | 4  | 1 | 0 | 3 | 9:28  | 2      |
| 5. | HASK Zagreb             | 4  | 0 | 0 | 4 | 4:45  | 0      |

Sp = Spiele, S = Siege, U = unentschieden, N = Niederlagen, OTS = Overtime-Siege, OTN = Overtime-Niederlage, SOS = Penalty-Siege, SON = Penalty-Niederlage

## Zweite Phase
|    | Klub                    | Sp | S  | U | N  | Tore   | Punkte |
| -- | ----------------------- | -- | -- | - | -- | ------ | ------ |
| 1. | KHL Medveščak Zagreb    | 13 | 13 | 0 | 0  | 120:32 | 26     |
| 2. | KHL Zagreb              | 13 | 7  | 0 | 6  | 71:47  | 14     |
| 3. | KHL Mladost Zagreb      | 13 | 6  | 0 | 7  | 69:55  | 12     |
| 4. | KHL Medveščak Zagreb II | 13 | 2  | 0 | 11 | 39:124 | 4      |

Sp = Spiele, S = Siege, U = unentschieden, N = Niederlagen, OTS = Overtime-Siege, OTN = Overtime-Niederlage, SOS = Penalty-Siege, SON = Penalty-Niederlage

## Playoffs

### Halbfinale
- KHL Medveščak Zagreb – KHL Medveščak Zagreb II 2:0 (11:6, 18:3)
- KHL Zagreb – KHL Mladost Zagreb 0:2 (2:6, 3:4)

### Spiel um Platz 3
- KHL Zagreb – KHL Medveščak Zagreb II 3:0 (9:2, 7:5, 10:1)

### Finale
- KHL Medveščak Zagreb – KHL Mladost Zagreb 3:0 (5:1, 6:2, 7:1)